# Erkki Pakkanen
Erkki Pakkanen est un boxeur finlandais né le 19 avril 1930 à Elimäki et mort le 23 avril 1973 à Kouvola.

## Biographie
Erkki Pakkanen participe aux Jeux olympiques d'été de 1952 en combattant dans la catégorie des poids légers et remporte la médaille de bronze.

## Palmarès

### Jeux olympiques
- Médaille de bronze en -60 kg en 1952 à Helsinki, Finlande